# Erebia kuskoquima
Erebia kuskoquima är en fjärilsart som beskrevs av Holland. Erebia kuskoquima ingår i släktet Erebia och familjen praktfjärilar. Inga underarter finns listade i Catalogue of Life.